# Једнина (албум)
Једнина је шести студијски албум панк рок групе Гоблини, објављен у децембру 2019. године у сарадњи са музичком кућом Metropolis у Београду. Албум је снимљен у студију ROAD у Новом Саду и у продукцијском смислу ово је најбоље издање бенда до сада. Албум је 2020. године објављен на винилу у издању куће Metropolis music. Албум саджи десет песама. Фронтмен бенда, Бранко Голубовић Голуб, истакао је да је албум посвећен Немањи Јанковићу, члану панк бенда Cigla In D Vugla, који је преминуо у априлу 2019. године.

## О албуму
Албум носи назив „Једнина” јер се фокус, за разлику од прошлог албума „Роба с грешком” чија је главна тематика систем, а затим и режим, друштво и проблеми пада моралних вредности везаних за социјалне, економске и етичке ситуације, пребацује на појединца. Албум отвара песма „Месо”, која је и прва објављена.
Продуцент издања је Драган Алимпијевић ПИК. За фотографију је био задужен Марко Ристић, а за дизајн омота Леонид Пилиповић. Винилно издање пропраћено је и објављивањем видео спота за нумеру „Негде пред зору”.

## Списак песама
1. Месо (4.02)
2. Хвала вам (4.46)
3. Швић! Швић! (3.23)
4. Ја, ти или он (3.44)
5. Ти си тај (5.26)
6. Запад-северозапад (3.17)
7. Жмигавац (4.10)
8. Ил Мигранте (2.47)
9. Мирно море (4.37)
10. Негде пред зору (4.21)

## Чланови групе
- Владислав Кокотовић (бас)
- Бранко Голубовић (вокал)
- Ален Јовановић (гитара)
- Леонид Пилиповић (гитара)
- Милан Арнаутовић (бубњеви)